# 彭光涵
彭光涵（1918年10月—2012年5月），原名彭海涵，男，广东陆丰人，中华人民共和国政治人物，国务院侨务办公室原副主任，第五、六、七届全国政协委员。